# Chrysophyllum lacourtianum
Pour les articles homonymes, voir Abam et Longhi.
Espèce
Classification phylogénétique
Chrysophyllum lacourtianum est une espèce de plantes à fleurs de la famille des Sapotaceae. C'est un arbre qui se trouve en Afrique centrale, au Cameroun, en République du Congo, en République démocratique du Congo, au Gabon, en Guinée équatoriale et en République centrafricaine. Son fruit est comestible. On l’appelle aussi abam ou longhi.

## Sources
- (fr) Prota (Ressources végétales de l'Afrique Tropicale) : Chrysophyllum lacourtianum